# Reginald Purdon de Kock
Reginald Purdon de Kock, južnoafriški ljubiteljski astronom  * 1902, † 20. julij 1980, Cape Town, Južna Afrika.

## Življenje
Bil je član Astronomskega društva Južne Afrike (ASSA ali Astronomical Society of South Africa). Od leta 1948 do 1975 je bil tudi predsednik Sekcije za spremenljivke pri ASSA.

## Delo
Delal je na Kraljevem observatoriju kot računar  (takrat še ni bilo računalnikov). Preko noči pa je kot ljubiteljski astronom opazoval nebo. Skupaj z Johnom Stefanosom Paraskevopoulosom (1889 – 1951) je odkril Komet de Kock-Paraskevopoulos. Najbolj znan pa je po svojih številnih opazovanjih spremenljivih zvezd (sprememnljivk).

## Nagrade[1]
V letu 1942 je prejel 183. medaljo Donohoe Comet, ki jo podeljuje Tihomorsko astronomsko društvo. V letu 1957 je dobil Medaljo Jackson-Gwiltove in nagrado Kraljeve astronomske družbe.